# Palmaraponeurose

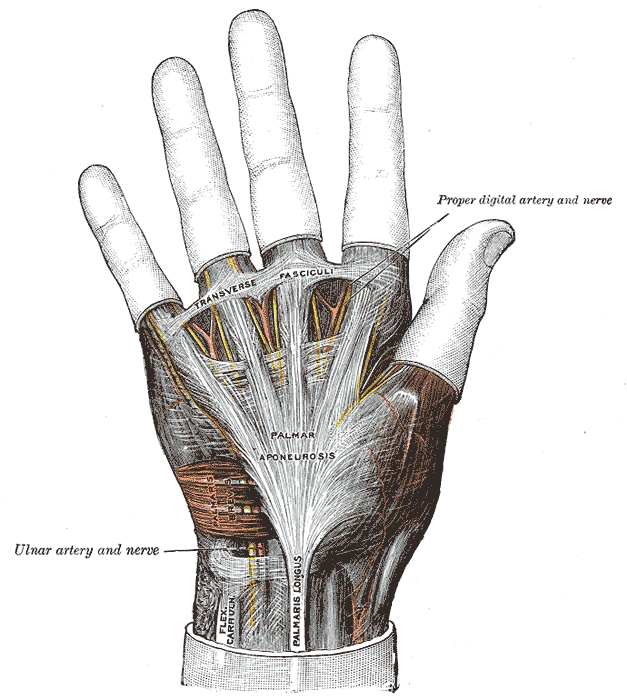
Die Palmaraponeurose und die oberflächlichen Muskeln der Hohlhand

Die Palmaraponeurose ist eine Sehnenplatte in der Hohlhand. Sie ist die Fortsetzung der Sehne des langen Hohlhandmuskels (Musculus palmaris longus). Dieser ist jedoch bei etwa 20 % aller Menschen nicht vorhanden. Dann wird die Palmaraponeurose nur vom kurzen Hohlhandmuskel (Musculus palmaris brevis) gespannt. Sie wird auch als Hohlhandsehne oder Aponeurosis palmaris bezeichnet.

## Funktion
Die gespannte Palmaraponeurose hat vor allem eine Schutzfunktion für die darunter liegenden Nerven und Gefäße. Darüber hinaus dient sie dem Musculus palmaris brevis als Ursprung und zahlreichen Muskeln als Ansatz.

## Pathologie
Eine knotenartige Verhärtung (Fibrosierung) mit Verkürzung der Aponeurose und Beugekontrakturen vor allem des Ring- und Kleinfingers wird als Morbus Dupuytren bezeichnet. Diese Fibromatose tritt häufiger bei Männern im mittleren Lebensalter auf. Risikofaktoren sind Nikotin- und Alkoholkonsum; gelegentlich finden sich weitere Fibromatosen.